# Fleeste
Fleeste (niederdeutsch Fleest) ist eine Ortschaft in der Einheitsgemeinde Loxstedt im niedersächsischen Landkreis Cuxhaven.

## Geografie

### Lage
Das an der Lune gelegene Dorf ist von Marschland umgeben und befindet sich wenige Kilometer südlich der Großstadt Bremerhaven. Nördlich befinden sich Ueterlande sowie Lanhausen, südlich liegt Stotel.

### Nachbarorte
|                      | Bremerhaven (Freie Hansestadt Bremen)       | Lanhausen |
| Gemarkung Landwürden | Kompassrose, die auf Nachbargemeinden zeigt |           |
|                      | Stotel                                      | Nesse     |

(Quelle:)

## Geschichte
Der Ort ist seit dem 1. März 1974 ein Teil der Gemeinde Loxstedt. Historisch war es im Kirchspiel Stotel eingepfarrt und gehörte um 1786 zum Amt Stotel, beziehungsweise später zu den Ämtern Stotel-Vieland (1779–1831), Lehe (1831–1885) oder zu den Landkreisen Geestemünde (1885–1932) und Wesermünde. Ab 1840 war Fleeste eine Landgemeinde und seit 1876 eine Gemarkung.
Einwohnerentwicklung
| Jahr | Einwohner | Quelle |
| ---- | --------- | ------ |
| 1910 | 142       | [ 5 ]  |
| 1925 | 137       | [ 6 ]  |
| 1933 | 129       | [ 6 ]  |
| 1939 | 122       | [ 6 ]  |
| 1950 | 202       | [ 7 ]  |

| Jahr | Einwohner | Quelle |
| ---- | --------- | ------ |
| 1956 | 182       | [ 7 ]  |
| 1973 | 136       | [ 1 ]  |
| 2010 | 118       | [ 8 ]  |
| 2015 | 115       | [ 9 ]  |
| 2019 | 106       | [ 2 ]  |

|  |

## Politik

### Gemeinderat und Bürgermeister
Auf kommunaler Ebene wird die Ortschaft Fleeste vom Loxstedter Gemeinderat vertreten.

### Ortsvorsteher
Die Ortsvorsteherin von Fleeste ist Monika Marquardt. Die Amtszeit läuft von 2021 bis 2026.

### Wappen
Der Entwurf des Kommunalwappens von Fleeste stammt von dem Heraldiker und Wappenmaler Albert de Badrihaye, der zahlreiche Wappen im Landkreis Cuxhaven erschaffen hat.
| Wappen von Fleeste | Blasonierung: „In Blau ein großes goldenes „F“ über silbernen Wellen.“ |
| Wappen von Fleeste | Wappenbegründung: Das „F“ weist auf den Ortsnamen hin. Die Wellen erinnern daran, dass das Dorf wegen seiner Lage in der Wesermarsch wiederholt unter Sturmfluten zu leiden hatte. |

## Kultur und Sehenswürdigkeiten
Baudenkmale
- Villa An der Balge 1 von um 1870